# Nuottasaari (ö i Norra Savolax, Inre Savolax, lat 62,88, long 26,35)
Nuottasaari är en ö i Finland. Den ligger i sjön Konnevesi och i kommunen Vesanto i den ekonomiska regionen  Inre Savolax ekonomiska region  och landskapet Norra Savolax, i den centrala delen av landet, 300 km norr om huvudstaden Helsingfors. Öns area är 1,4 hektar och dess största längd är 310 meter i nord-sydlig riktning.